# 1200 Micrograms
1200 Micrograms ou encore 1200 Mics  est un projet de musique trance psychédélique d'Ibiza. Le groupe est composé des artistes britanniques David Potter Christman aka dj Chicago et Ronald Rothfield alias Raja Ram de The Infinity Project, auxquels sont venus se joindre les djs-producteurs hollandais Shajahan "Riktam" Matkin  et Joseph "Bansi" Quinteros (1976-2018), membres du groupe GMS (en) (Growling Mad Scientists) basé à Ibiza, depuis de nombreuses années et bien connu des scènes Goa et psytrance internationales.
Le nom 1200 mic's est le diminutif de 1200 micrograms qui vient de la phrase de Terence McKenna, un fervent du LSD, « A substance so powerful that 300 micrograms is the dose. That means 1 gram will dose 7000 people » (en français :  « Une substance si puissante que 300 microgrammes font une dose. Ca veut dire qu'un gramme suffirait pour 7000 personnes. »).
Cette citation est utilisée en sample dans le titre Salvia Divinorum de leur premier album.
L'idée de ce projet est venu à l'esprit de Raja Ram lorsqu'il réfléchissait à créer un album à propos des drogues prises par les amateurs de musiques électroniques lors des raves parties et soirées techno / trance dans les nignt-clubs d'Ibiza. L'album est sorti en 2002. Les 9 titres de l'album sont Ayahuasca, Haschisch, Mescaline, LSD, Marijuana, Ecstasy, Magic Mushroom, Salvia Divinorum et DMT. C'est sans surprise que les samples viennent de citation de McKenna ou encore de films comme Las Vegas Parano. Leur album eu un certain succès, ils sortirent même un clip du titre Marijuana en 2003.
Le second album, Heroes of the imagination, était dédicacé aux génies, inventeurs et scientifiques, comme Léonard de Vinci, Galileo Galilei, Michael Faraday, Albert Einstein, Charles Babbage, Albert Hofmann, Francis Crick, James D. Watson, et Tim Berners-Lee.
Il s'agit d'un véritable hommage à ces grands hommes, les titres des chansons sont tous représentatifs de ces hommes : Renaissance superman, the cosmologist, speed of light, e=mc2, language of the future, acid for nothing, DNA, www.
La chanson Acid for Nothing, est un remix de Money for Nothing de Dire Straits, avec un remplacement de la phrase  « I want my MTV » par « I want my LSD ».
En 2004, sortie d'un nouvel album The Time Machine, un voyage dans l'espace et le temps à travers la Grèce Glories of Greece, l'Égypte egypt, l'origine the creation, la Grande-Bretagne stoned henge, l'Inde Shiva's india, le futur rock into the future, les civilisations sud-américaines the mayans, incans and aztecs, le paradis garden of eden, l'Orient 1001 Arabian nights.
En 2005, un album live sort, Live in Brazil, enregistré en mai 2005 au Brésil devant une foule de 50 000 personnes.
Les quatre albums de 1200 mics sont chez le label TIP world.
Raja Ram et le groupe GMS ont, par ailleurs, une carrière solo à part entière.

## Discographie

### Albums studio
- 1200 Micrograms (TIP World 2002)
- Heroes of the Imagination (TIP World 2003)
- The Time Machine (TIP World 2004)
- Magic Numbers (TIP World 2007)
- Gramology (EP) (TIP World 2010)

### Lives et compilations
- Live in Brazil (TIP World 2005)
- 1200 Micrograms Remixed (TIP World 2006)